# Aphanistes flavigena
Aphanistes flavigena là một loài tò vò trong họ Ichneumonidae.